# Ballyboden
Ballyboden (en irlandais : Baile Buadáin) est une localité de la banlieue de Rathfarnham, dans le comté de Dublin, au pied des montagnes de Dublin entre Whitechurch, Ballyroan et Knocklyon . Il se trouve dans la zone d'administration locale de Dublin Sud et est un townland de la paroisse civile de Rathfarnham dans la baronnie d'Uppercross.

## Démographie
Selon le recensement de 2006, la division électorale de Ballyboden comptait environ 5000 habitants. Ce chiffre était de 5246 lors du recensement de 2022.

## Transport
Ballyboden est desservie par le Dublin Bus grâce aux lignes, 61 et 161.